# Distretto di Sagil
Il distretto di Sagil è uno dei diciannove distretti (sum) in cui è suddivisa la provincia dell'Uvs, in Mongolia. Conta una popolazione di 2.201 abitanti (censimento 2014). 